# Franz Patzer (Politiker)
Franz Heinrich Patzer (* 11. Dezember 1854 in Windischenbernsdorf; † 3. Juli 1933 in Gera-Windischenbernsdorf) war ein deutscher Landwirt und Politiker.

## Leben
Patzer war der Sohn des Karl Friedrich Patzer aus Windischenbernsdorf und dessen Ehefrau Johanne Sophie geborene Albert. Patzer, der evangelisch-lutherischer Konfession war, heiratete am 14. November 1882 in Geißen Anna Lisa Poser (* 17. März 1856 in Geißen; † 26. September 1918 in Windischenbernsdorf), die Tochter des Gutsbesitzers Johann Gottlob Poser in Geißen.
Patzer machte eine Lehre als Zimmermann und lebte als Landwirt in Windischenbernsdorf. Dort war er auch 23 Jahre lang bis zur Eingemeindung nach Gera Bürgermeister. 43 Jahre lang war er Mitglied des Kreiskirchenrates. Er war Mitglied des Kriegervereins in Frankenthal und Gründer des Vereins Geraer Vororte.
1919 wurde er Mitglied der DVP und später der DNVP. Er gehörte dem Kreistag und dem Kreisausschuss an. Vom 25. Januar 1914 bis zum 31. März 1921 war er Mitglied im Landtag Reuß jüngerer Linie. Als Abgeordneter wurde er Mitglied des vereinigten Landtages des Volksstaates Reuß. Am 1. Mai 1920 schlossen sich der Volksstaat Reuß und sechs weitere thüringische Kleinstaaten zum Land Thüringen zusammen. Damit wandelte sich der Reußer Landtag in eine Gebietsvertretung. Auch dieser gehörte er an, auch nachdem diese sich zum 31. März 1921 verkleinert hatte. Ab dem 17. Februar 1919 war er Alterspräsident im Einzellandtag wie auch im vereinigten Landtag.
Nach ihm wurde der Franz-Patzer-Weg benannt, der 1977 in der DDR umbenannt wurde.